# Drancy - Bobigny (métro de Paris)
Drancy - Bobigny est le nom provisoire d'une future station du métro de Paris qui sera située le long de la ligne 15 à Drancy, en Seine-Saint-Denis. Destinée à être ouverte à l'horizon 2031, elle desservira notamment l'hôpital Avicenne de Bobigny. Elle devrait voir passer 40 000 voyageurs par jour.

## Histoire
La station est initialement dénommée par son nom de projet Drancy-Bobigny. Le nom officiel de la station sera défini à travers une consultation publique qui a lieu du 28 novembre au 12 décembre 2022 parmi deux propositions : Hôpital Avicenne, Drancy - Bobigny.